# Ingeniero mecánico jefe

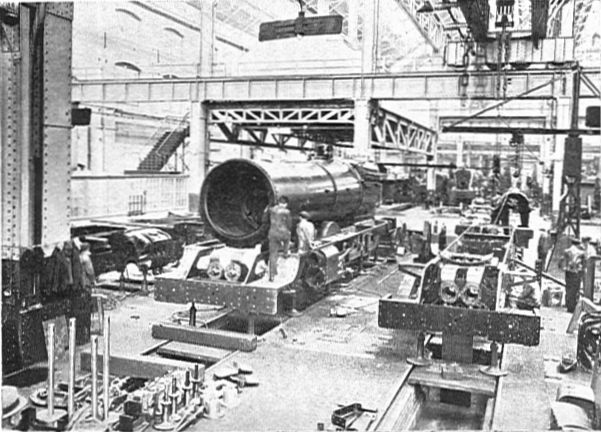
Construcción de locomotoras en los Talleres de Swindon (1928)

Ingeniero mecánico jefe y superintendente de locomotoras son títulos empleados por las compañías ferroviarias británicas, australianas y neozelandesas para designar a la persona responsable en última instancia ante la dirección de la compañía de la construcción y el mantenimiento de las locomotoras y el material rodante. En Gran Bretaña, el puesto de superintendente de locomotoras se introdujo a finales de la década de 1830 y el de ingeniero mecánico jefe en 1886.

## Roles profesionales emergentes
A principios de época victoriana, los proyectos de canales o vías férreas fueron preparados por grupos de promotores que contrataron a especialistas como ingenieros civiles, topógrafos, arquitectos o contratistas para estudiar una ruta, lo que a su vez derivó en la emisión de prospectos exponiendo sus propuestas. Siempre que se pudiera recaudar un capital suficiente de posibles inversores, se obtuvieran acuerdos con los terratenientes en la ruta propuesta y, en Gran Bretaña, y se aprobase una Ley del Parlamento al efecto (en otros países se usa una terminología diferente), entonces se podía iniciar la construcción, ya fuese a cargo de una nueva compañía especialmente formada para construirlo y operarlo o por una empresa existente.
El diseño, la construcción y la operación diaria del canal o la vía férrea estaban a cargo de hombres que normalmente trabajaban para los promotores. Algunos de los pioneros en la construcción de ferrocarriles fueron autodidactas, pero otros habían adquirido experiencia en ingeniería construyendo canales o en el servicio militar. En Gran Bretaña, la Institución de Ingenieros Civiles se había fundado en Londres en 1818 (obtuvo la Carta Real en 1828) con Thomas Telford como su primer presidente, y su formación era anterior a la construcción de las primeras líneas ferroviarias. Posteriormente, se formó la Institución de Ingenieros Mecánicos en 1847, siendo George Stephenson su primer presidente. El Cuerpo de Ingenieros Reales, una organización militar británica, era más antiguo que estas dos instituciones de ingeniería civil y tenía una amplia experiencia en operaciones ferroviarias (militares). Por esta razón, durante casi 150 años (desde su fundación por parte de la Cámara de Comercio en 1840), la Inspección Ferroviaria de Su Majestad reclutó oficiales retirados adecuadamente calificados del Cuerpo en su escala "superior", como "oficiales de inspección ferroviaria". Estos oficiales conservaron su antiguo rango militar dentro de la Inspección. Fue en 1985 cuando se nombró a un oficial de inspección ferroviaria sin carrera militar previa como ex "inspector de empleo ferroviario". Durante el mismo período, de casi un siglo y medio, la Inspección estuvo encabezada por un oficial retirado del Cuerpo de Ingenieros Reales como su "jefe de inspección". Otros ex oficiales del ejército, como Charles Blacker Vignoles, iban a obtener nuevas carreras en los ferrocarriles cuando quedaron subempleados después de las guerras napoleónicas.
En Gran Bretaña, las diversas compañías ferroviarias designaron y emplearon a un ingeniero o ingeniero jefe, que generalmente era ingeniero civil de profesión. Esta era una función de gestión permanente en la empresa en contraste con la de los contratistas, por ejemplo, que solo eran contratados para realizar tareas específicas, como la construcción de la línea. El ingeniero jefe tenía su propio departamento (y presupuesto) y era un empleado importante de la empresa. Era responsable de todas las funciones de ingeniería: civil, que incluía puentes, viaductos, túneles y vías; y, posteriormente, mecánica, que incluía el material rodante. En algunos de los primeros ferrocarriles, como el Ferrocarril de Liverpool y Mánchester (L&MR), que se inauguró en 1830, había dudas sobre si utilizar motores estacionarios y cables fijos o locomotoras en movimiento. Se habían registrado casos de locomotoras demasiado pesadas que rompían los rieles de fundición de hierro sobre los que tenían que circular; y ruedas de locomotoras rotas y/o desprendidas. Finalmente, la junta del L&MR acordó el uso de locomotoras en movimiento, y el material rodante fue seleccionado entre varios constructores especialistas por un concurso organizado al efecto, conocido como las pruebas de Rainhill. Poco después, muchas compañías montaron sus propios talleres ferroviarios, aunque continuaron comprando locomotoras a fabricantes especializados, como Robert Stephenson and Company, que fue fundada por George y Robert Stephenson en 1828. Algunas compañías ferroviarias operaban sus propios transbordadores, buques y naves, que también solían estar a cargo de su Ingeniero Jefe, aunque habrían sido encargados a un astillero. Isambard Kingdom Brunel dio ejemplo, diseñando tres grandes barcos de vapor: el Great Western, el SS Great Britain y el Great Eastern. Los dos primeros se construyeron en los astilleros de Bristol y el tercero en Millwall, Londres. El Instituto de Ingenieros y Constructores Navales de Escocia se formó en 1857 como un organismo profesional para regular estos oficios en Escocia.
La especialidad de ingeniería mecánica se estableció en los ferrocarriles, con énfasis en las piezas móviles, una actividad relacionada con el diseño y la construcción de locomotoras, coches de viajeros y vagones fiables. Empresas privadas diseñaban y construían estos elementos por encargo y podían ofrecer diseños estándar a las empresas ferroviarias, así como "especiales" para cumplir con los requisitos específicos de los clientes. De lo contrario, las empresas ferroviarias podían establecer talleres para construir sus propias locomotoras y material remolcado. En agosto de 1837, por ejemplo, Isambard Kingdom Brunel, el ingeniero responsable del Great Western Railway, designó a Daniel Gooch superintendente de locomotoras de la empresa, cuyo cometido era proporcionar las locomotoras necesarias, las correspondientes naves para alojarlas y los talleres para mantenerlas y repararlas. Gooch sugirió un emplazamiento en New Swindon, lo que se traduciría en la construcción de un tendido del ferrocarril, un poblado ferroviario y, finalmente, en la ciudad de Swindon. Swindon no fue el único ejemplo de poblado ferroviario o comunidad que se creó en Inglaterra: Crewe fue otro.

## Superintendente de locomotoras
Inicialmente, cuando una empresa ferroviaria optaba por construir su propio material rodante internamente, el aspecto de la ingeniería mecánica se consideró una función subsidiaria de la del ingeniero jefe, y esto se reflejó en varios títulos para designar este puesto de trabajo, como jefe del departamento de locomotoras, capataz de locomotoras y superintendente de locomotoras.
Más adelante se concretó el deseo de mejorar el prestigio y el salario del superintendente de locomotoras, y un medio para lograr esos objetivos fue tratar de reclasificar el puesto como ingeniero mecánico jefe (CME por las siglas del término en inglés: chief mechanical engineer). John Aspinall del Ferrocarril de Lancashire y Yorkshire fue el primer CME en ser designado para ese puesto en 1886. Otras seis compañías ferroviarias británicas crearon el puesto de CME entre 1902 y 1914.

## Funciones
El ingeniero mecánico jefe era responsable de todos los aspectos de las locomotoras, lo que incluía su diseño, prueba y modificación de los diseños existentes.
Los primeros ingenieros mecánicos se ocupaban de las piezas mecánicas móviles y, durante muchos años, esta responsabilidad también incluía la señalización ferroviaria, en particular desvíos y señales, ya que se operaban por completo de forma mecánica. Con la aplicación de la electricidad de baja potencia en los ferrocarriles, se introdujeron varios sistemas nuevos como telégrafos, teléfonos y sistemas de señalización eléctrica; y las responsabilidades de estos sistemas se transfirieron al departamento de señales y telégrafos (S&T).

## Ejemplos destacados
- R. J. Billinton
  - Ferrocarril de Londres, Brighton y de la Costa Sur 1890-1904[13]
- L. B. Billinton
  - Ferrocarril de Londres, Brighton y la Costa Sur 1912-1922[13]
- Oliver Bulleid
  - Ferrocarril del Sur, 1937-1948[14][15][16][17]
  - Córas Iompair Éireann (Irlanda), 1950-1958[16]
- George Jackson Churchward
  - Great Western Railway, 1902-1921[18][19]
- Charles Collett
  - Great Western Railway 1921-1941[13]
- Dugald Drummond
  - Ferrocarril Británico del Norte 1875-1882[13]
  - Ferrocarril de Caledonia 1882-1890[13]
  - Ferrocarril de Londres y del Suroeste 1895-1912[13]
- Peter Drummond
  - Ferrocarril Highland 1896-1911[13]
  - Ferrocarril de Glasgow y del Suroeste 1912-1918[13]
- Henry Fowler
  - Ferrocarril de Midland, 1909-1923[13]
  - Ferrocarril de Londres, Midland y Escocés, 1925-1931[13]
- Daniel Gooch
  - Great Western Railway, 1837-1864
- John Viret Gooch
  - Ferrocarril de Londres y del Suroeste, 1841-1850
- Nigel Gresley
  - Great Northern Railway, 1911-1922
  - Ferrocarril de Londres y del Noreste, 1923-1941
- David Anderson Hendrie
  - Ferrocarriles del Gobierno de Natal −1909
  - Ferrocarriles y Puertos de Sudáfrica 1910-1922
- Matthew Holmes
  - Ferrocarril Británico del Norte 1882-1903
- George Ivatt
  - Ferrocarril de Londres, Midland y Escocés, 1945-1947
- John F. McIntosh
  - Ferrocarril de Caledonia 1895-1914
- Frederick Mills
  - Ferrocarriles del Gobierno de Australia Occidental 1940-1949
- Arthur H. Peppercorn
  - Ferrocarril de Londres y del Noreste, 1946-1947
- William Pickersgill
  - Gran Ferrocarril del Norte de Escocia 1894-1914
  - Ferrocarril de Caledonia 1914-1923
- Vincent Raven
  - Ferrocarril del Noreste, 1910-1922
- William P. Reid
  - Ferrocarril Británico del Norte, 1903-1919
- Robert Riddles
  - British Rail, 1948-1953
- John G. Robinson
  - Gran Ferrocarril Central, 1900-1922
- Mervyn F. Ryan
  - Ferrocarril Central Argentino, 1918-1925
- William Stanier
  - Ferrocarril de Londres, Midland y Escocés, 1932-1944[13]
- Matthew Stirling
  - Ferrocarril de Hull y Barnsley, ?-1922
- Patrick Stirling
  - Great Northern Railway, 1866-?
- Robert A. Thom
  - Ferrocarril de Lancashire, Derbyshire y de la Costa Este, 1902-1907
- Edward Thompson
  - Ferrocarril de Londres y del Noreste, 1941-1946
- Francis Webb
  - Ferrocarril de Londres y del Noroeste 1870-1906
- B.D. Rampala
  - Ferrocarril de Sri Lanka 1910-1994